# Brachyphisis visenda
Brachyphisis visenda är en insektsart som först beskrevs av Bolívar, I. 1912.  Brachyphisis visenda ingår i släktet Brachyphisis och familjen vårtbitare. IUCN kategoriserar arten globalt som starkt hotad. Inga underarter finns listade i Catalogue of Life.